# Tomorrow's Modern Boxes
| Recensione       | Giudizio |
| ---------------- | -------- |
| sentireascoltare | [ 1 ]    |

Tomorrow's Modern Boxes è il secondo album discografico in studio del musicista e cantante britannico Thom Yorke, già frontman dei Radiohead. L'album è uscito nel settembre 2014, a circa otto anni dal precedente The Eraser. Il titolo significa letteralmente Le scatole moderne di domani.

## Il disco
Il disco non è stato preannunciato ed è stato distribuito in formato digitale attraverso BitTorrent al prezzo di sei dollari (4,73 euro), con un brano in download gratuito (A Brain in a Bottle). Inoltre è stato sponsorizzato attraverso la pubblicazione del videoclip del brano A Brain in a Bottle.

## Tracce
Testi e musiche di Thom Yorke.
1. A Brain in a Bottle – 4:41
2. Guess Again! – 4:24
3. Interference – 2:49
4. The Mother Lode – 6:07
5. Truth Ray – 5:14
6. There Is No Ice (For My Drink) – 7:00
7. Pink Section – 2:35
8. Nose Grows Some – 5:23